# Destination Eurovision 2018
Der 1. Destination Eurovision war der französische Vorentscheid zum Eurovision Song Contest 2018 in Lissabon (Portugal). Der Wettbewerb bestand aus zwei Halbfinals am 13. bzw. 20. Januar 2018 und aus dem Finale am 27. Januar 2018. Madame Monsieur gewann mit dem Titel Mercy das Finale und vertrat Frankreich in Lissabon.

## Konzept

### Format
Erstmals seit 2014 gab es 2018 in Frankreich wieder einen nationalen Vorentscheid zur Bestimmung des französischen Beitrags beim ESC. Insgesamt gab es zwei bereits vorgedrehte Halbfinals und ein Finale, welches live stattfand. Die beiden Halbfinals wurden am 8. und 9. Januar 2018 gedreht. 18 Teilnehmer nahmen insgesamt am Vorentscheid teil. Dabei nahmen jeweils neun Teilnehmer pro Halbfinale teil. Pro Halbfinale erreichten dann jeweils vier Teilnehmer das Finale. Abgestimmt wurde in den beiden Halbfinals zu 50 % durch ein internationales Juryvoting und zu 50 % durch ein französisches Juryvoting. Im Finale traten acht Teilnehmer auf. Der Sieger des Vorentscheides wurde zu 50 % durch internationales Juryvoting und zu 50 % durch Televoting ermittelt.

### Jurys

#### Französische Jury
Die französische Jury bestand aus drei bekannten französischen Sängern, die nur in den beiden Halbfinals abstimmungsberechtigt waren:

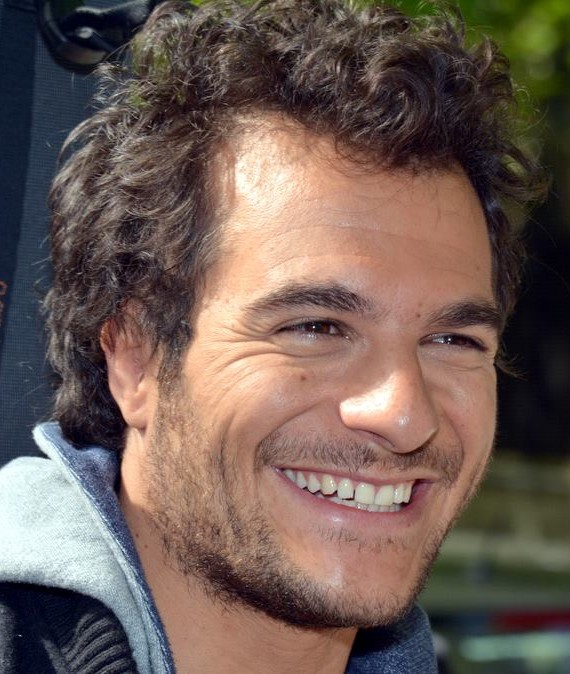
Amir
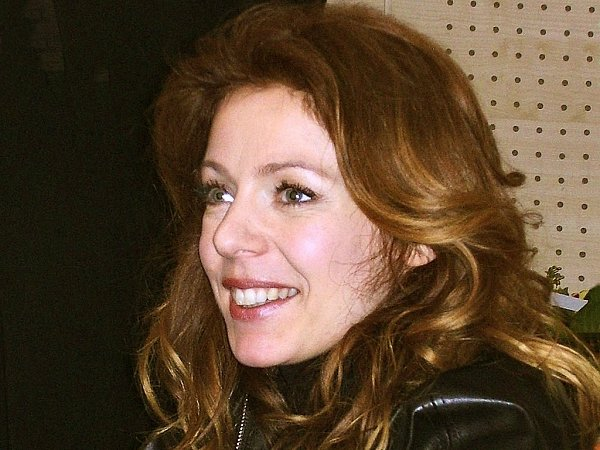
Isabelle Boulay
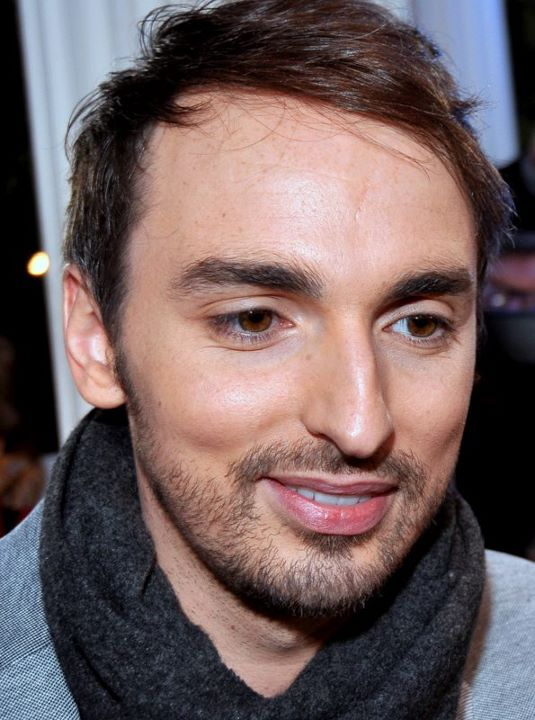
Christophe Willem

- Amir (vertrat Frankreich beim ESC 2016 in Stockholm)
- Isabelle Boulay
- Christophe Willem

#### Internationale Jury
Die internationale Jury bestand aus den folgenden Head of Delegations:
- Christer Björkman (Schweden)
- Olga Salamakha (Belarus)
- Nicola Caligiore (Italien)

Diese drei Jurymitglieder waren im Halbfinale abstimmungsberechtigt. Im Finale waren sieben weitere Head of Delegations oder Interpreten Teil der internationalen Jury. Diese kamen aus Armenien, Bulgarien, Finnland, Island, Israel, Russland und der Schweiz.

### Moderation
Am 11. Oktober 2017 gab France 2 bekannt, dass der bekannte kanadische Sänger Garou den Vorentscheid moderieren werde.

### Beitragswahl
Vom 21. Juni 2017 bis Dezember 2017 konnte man Beiträge bei France 2 einreichen. Dabei mussten mindestens 70 % des Textes eines Liedes Französisch beinhalten. Am 11. Dezember 2017 gab France 2 dann auf einer Pressekonferenz bekannt, dass man 1500 Beiträge erhalten hat. Die 18 Beiträge, die am Ende an der Sendung teilnehmen, wurden durch eine 14-köpfige Jury ausgewählt.

## Teilnehmer
Vom 29. Dezember 2017 bis zum 30. Dezember 2017 hat France 2 auf Facebook und Twitter jeden Tag einen Teilnehmer des französischen Vorentscheides vorgestellt. Seit dem 31. Dezember 2017 wurden zwei Interpreten pro Tag vorgestellt.

## Halbfinale

### Erstes Halbfinale
Das erste Halbfinale fand am 13. Januar 2018, 20:55 Uhr (MEZ) statt. Es qualifizierten sich vier Interpreten für das Finale. Die Sendung wurde durch ein Medley bekannter ESC Lieder eröffnet. Garou und die drei Juroren sangen Waterloo von ABBA. Danach sangen die Juroren jeweils ein Lied. Christophe Willem sang Rise Like a Phoenix (Conchita Wurst), Isabelle Boulay sang Ne partez pas sans moi (Céline Dion) und Amir sang das Lied J'ai cherché mit dem er Frankreich beim Eurovision Song Contest 2016 in Stockholm vertrat. Während der Pause sang Amir das Lied in voller Länge.
Jeder der neun Teilnehmer trug ein Cover eines Liedes vor und anschließend das eigene Lied für den Wettbewerb. Im Anschluss wurde der Auftritt von den drei Juroren kommentiert.
| Platz | Startnr. | Interpret     | Lied Musik (M) und Text (T)                                                                         | Sprache                  | Übersetzung (inoffiziell)  | Cover                                                       | Internationale Jury | Internationale Jury | Internationale Jury | Französische Jury | Französische Jury | Französische Jury | Gesamt |
| Platz | Startnr. | Interpret     | Lied Musik (M) und Text (T)                                                                         | Sprache                  | Übersetzung (inoffiziell)  | Cover                                                       | Christer Björkman   | Olga Salamakha      | Nicola Caligiore    | Isabelle Boulay   | Christophe Willem | Amir              | Gesamt |
| ----- | -------- | ------------- | --------------------------------------------------------------------------------------------------- | ------------------------ | -------------------------- | ----------------------------------------------------------- | ------------------- | ------------------- | ------------------- | ----------------- | ----------------- | ----------------- | ------ |
| 1.    | 3        | Lisandro Cuxi | Eva M/T: Felipe Saldivia, Fred Savio, Freddy Marche                                                 | Französisch, Englisch    | –                          | Billie Jean (Originalinterpret: Michael Jackson)            | 10                  | 12                  | 12                  | 10                | 10                | 12                | 66     |
| 2.    | 5        | Emmy Liyana   | OK ou KO M/T: Olivier Schultheis, Zazie, Jean-Pierre Pilot, William Rousseau                        | Französisch              | OK oder KO                 | Je te promets (Originalinterpret: Johnny Hallyday)          | 12                  | 10                  | 8                   | 6                 | 6                 | 8                 | 50     |
| 3.    | 4        | Malo'         | Ciao M/T: Malory Legardinier                                                                        | Französisch, Englisch    | Hallo                      | Wasting my young years (Originalinterpret: London Grammar)  | 8                   | 6                   | 6                   | 12                | 12                | 2                 | 46     |
| 4.    | 8        | Louka         | Mamma Mia M/T: Maître Gims, Vitaa, Renaud Rebillaud, Louka                                          | Französisch, Italienisch | –                          | Alors regarde (Originalinterpret: Patrick Bruel)            | 6                   | 4                   | 4                   | 2                 | 4                 | 10                | 30     |
| 5.    | 9        | Ehla          | J'ai cru M/T: Grand Corps Malade                                                                    | Französisch              | Ich habe geglaubt          | Time after time (Originalinterpret: Cyndi Lauper)           | 4                   | 2                   | 2                   | 8                 | 8                 | 4                 | 28     |
| 6.    | 2        | Noée          | L’un près de l’autre M: Jules Jaconelli, Mélanie Di Petrantonio; T: Barbara Pravi, Tomislav Matosin | Französisch              | Einer nahe bei dem anderen | Le paradis blanc (Originalinterpret: Michel Berger)         | 2                   | 8                   | 10                  | –                 | –                 | 6                 | 26     |
| 7.    | 1        | Masoe         | Paradis M/T: Dany Synthé, Jonah                                                                     | Französisch, Englisch    | Paradies                   | Pas là (Originalinterpret: Vianney)                         | –                   | –                   | 4                   | 2                 | –                 | 6                 | 12     |
| 8.    | 6        | Enéa          | I'll be there M/T: Sonia Boraso                                                                     | Französisch, Englisch    | Ich werde da sein          | Tous les cris les SOS (Originalinterpret: Daniel Balavoine) | –                   | –                   | –                   | –                 | –                 | –                 | 0      |
| 8.    | 7        | Pheno Men     | Jamais sans toi M: Gabin Lesieur, Pheno Men; T: François Welgryn                                    | Französisch              | Niemals ohne dich          | ABC (Originalinterpret: The Jackson Five)                   | –                   | –                   | –                   | –                 | –                 | –                 | 0      |

 Kandidat hat sich für das Finale qualifiziert.

### Zweites Halbfinale
Das zweite Halbfinale fand am 20. Januar 2018, 20:55 Uhr (MEZ) statt. Es qualifizieren sich vier Interpreten für das Finale. Die französische Sängerin Marie Myriam eröffnete das zweite Halbfinale mit einem Cover des Liedes Amar pelos dois des portugiesischen Siegers beim Eurovision Song Contest 2017 in Kiew. Anschließend sangen die Juroren, Moderator Garou und Marie Myriam das Lied L'Oiseau et l'Enfant, mit dem sie den Eurovision Song Contest 1977 gewann. Vor der Abstimmung stellte Isabelle Boulay  ihr Lied Le Garçon Triste vor.
Jeder der neun Teilnehmer trug ein Cover eines Liedes vor und anschließend das eigene Lied für den Wettbewerb. Im Anschluss wurde der Auftritt von den drei Juroren kommentiert.
| Platz | Startnr. | Interpret       | Lied Musik (M) und Text (T)                                                          | Sprache               | Übersetzung (inoffiziell)     | Cover                                                          | Internationale Jury | Internationale Jury | Internationale Jury | Französische Jury | Französische Jury | Französische Jury | Gesamt |
| Platz | Startnr. | Interpret       | Lied Musik (M) und Text (T)                                                          | Sprache               | Übersetzung (inoffiziell)     | Cover                                                          | Olga Salamakha      | Nicola Caligiore    | Christer Björkman   | Amir              | Isabelle Boulay   | Christophe Willem | Gesamt |
| ----- | -------- | --------------- | ------------------------------------------------------------------------------------ | --------------------- | ----------------------------- | -------------------------------------------------------------- | ------------------- | ------------------- | ------------------- | ----------------- | ----------------- | ----------------- | ------ |
| 1.    | 2        | Madame Monsieur | Mercy M/T: Émilie Satt, Jean-Karl Lucas                                              | Französisch           | –                             | Désenchantée (Originalinterpret: Mylène Farmer)                | 12                  | 10                  | 8                   | 2                 | 12                | 12                | 56     |
| 2.    | 6        | Max Cinnamon    | Ailleurs M/T: Max Cinnamon                                                           | Französisch, Englisch | Anderswo                      | Perfect (Originalinterpret: Ed Sheeran)                        | 10                  | 8                   | 10                  | 10                | 10                | 6                 | 54     |
| 3.    | 4        | Nassi           | Rêves de gamin M/T: Nassi                                                            | Französisch           | Träume eines Kindes           | Superstition (Originalinterpret: Stevie Wonder)                | 8                   | 6                   | 12                  | 12                | 4                 | 4                 | 46     |
| 3.    | 5        | Igit            | Lisboa Jérusalem M/T: Igit                                                           | Französisch           | Lissabon Jerusalem            | Tout va bien (Originalinterpret: Orelsan)                      | 4                   | 12                  | 6                   | 6                 | 8                 | 10                | 46     |
| 5.    | 8        | Sweem           | Là-haut M/T: Sweem                                                                   | Französisch           | Drüben                        | Quelques mots d'amour (Originalinterpret: Michel Berger)       | –                   | 4                   | –                   | 8                 | 6                 | 8                 | 26     |
| 6.    | 3        | Jane Constance  | Un jour j'ai rêvé M: Pascal Obispo; T: Jane Constance, Pascal Obispo                 | Französisch           | Eines Tages habe ich geträumt | What a Wonderful World (Originalinterpret: Louis Armstrong)    | 2                   | –                   | 2                   | 4                 | –                 | –                 | 08     |
| 6.    | 7        | Sarah Caillibot | Tu Me Manques M/T: Sarah Caillibot                                                   | Französisch           | Du fehlst mir                 | Tu m'oublieras                                                 | 6                   | 2                   | –                   | –                 | –                 | –                 | 08     |
| 6.    | 9        | June The Girl   | Same M: Marine Bollengier; T: Francois Welgryn, Antoine Essertier, Marine Bollengier | Französisch, Englisch | Gleich                        | Poupée de cire, poupée de son (Originalinterpret: France Gall) | –                   | –                   | 4                   | –                 | 2                 | 2                 | 08     |
| 9.    | 1        | Lucie Vagenheim | My World M/T: François Welgryn, William Rousseau, Mathieu Johann                     | Französisch, Englisch | Meine Welt                    | Savoir aimer (Originalinterpret: Florent Pagny)                | –                   | –                   | –                   | –                 | –                 | –                 | 0      |

 Kandidat hat sich für das Finale qualifiziert.

## Finale
Das Finale fand am 27. Januar 2018, 20:55 Uhr (MEZ) statt. Die Interpreten sangen ein Duett, bevor sie ihr Lied präsentieren. Mit 68 Punkten lag der Gewinner des Finales, Madame Monsieur, nach der Bekanntgabe des Juryvotings zunächst auf dem dritten Platz. Die Zuschauerabstimmung gewann Madame Monsieur jedoch mit 28 % der Stimmen, sodass das Pop-Duo mit 186 Punkten in der Gesamtwertung das Finale gewann und somit Frankreich beim 63. Eurovision Song Contest in Lissabon vertrat.
| 1. | 4 | Madame Monsieur | Mercy M/T: Émilie Satt, Jean-Karl Lucas                                      | Reine                | Dadju         | 12 | –  | 6  | 6  | 6  | 8  | 12 | 8  | 8  | 2  | 68 | 118 | 186 |
| 2. | 5 | Lisandro Cuxi   | Eva M/T: Felipe Saldivia, Fred Savio, Freddy Marche                          | Zombie               | Nolwenn Leroy | 10 | –  | 12 | 12 | 4  | 12 | 10 | 6  | 12 | 12 | 90 | 072 | 162 |
| 3. | 8 | Malo'           | Ciao M/T: Malory Legardinier                                                 | Sirens Call          | Dadju         | 4  | 4  | –  | –  | 8  | –  | 4  | 4  | –  | 4  | 28 | 089 | 117 |
| 4. | 3 | Emmy Liyana     | OK ou KO M/T: Olivier Schultheis, Zazie, Jean-Pierre Pilot, William Rousseau | Viens on s'aime      | Slimane       | 8  | 12 | 4  | 2  | 12 | 6  | 6  | 12 | 10 | 10 | 82 | 030 | 112 |
| 5. | 2 | Igit            | Lisboa Jérusalem M/T: Igit                                                   | L'amour à la machine | Alain Souchon | –  | 8  | 8  | 10 | 2  | 10 | 8  | 10 | 4  | –  | 60 | 050 | 110 |
| 6. | 6 | Max Cinnamon    | Ailleurs M/T: Max Cinnamon                                                   | Où je vis            | Patrick Fiori | 6  | 2  | 10 | 4  | 10 | 4  | 2  | 2  | 6  | 8  | 54 | 036 | 090 |
| 7. | 7 | Nassi           | Rêves de gamin M/T: Nassi                                                    | Elle m'a aimé        | Gipsy Kings   | 2  | 10 | 2  | 8  | –  | 2  | –  | –  | –  | 6  | 30 | 018 | 048 |
| 8. | 1 | Louka           | Mamma Mia M/T: Maître Gims, Vitaa, Renaud Rebillaud, Louka                   | Caméléon             | Maître Gims   | –  | 6  | –  | –  | –  | –  | –  | –  | 2  | –  | 08 | 07  | 015 |
| Jurypunktesprecher |   |                 |                                                                              |                      |               |    |    |    |    |    |    |    |    |    |    |    |     |     |
| - – Felix Bergsson - – Iveta Mukuchyan - – Sergei Pavlov - – Tali Eshkoli - – Terhi Norvast - – Olga Salamakha - – Ivan Katsarev - – Reto Peritz - – Nicola Caligiore - – Christer Björkman |   |                 |                                                                              |                      |               |    |    |    |    |    |    |    |    |    |    |    |     |     |

## Quoten
| Sendung            | Datum               | Zuschauer  | Marktanteil |
| ------------------ | ------------------- | ---------- | ----------- |
| Erstes Halbfinale  | Sa, 13. Januar 2018 | 2,486 Mio. | 12,4 %      |
| Zweites Halbfinale | Sa, 20. Januar 2018 | 2,084 Mio. | 10,7 %      |
| Finale             | Sa, 27. Januar 2018 | 1,795 Mio. | 08,9 %      |